# Most Żelazny w Kłodzku
Most Żelazny w Kłodzku (niem. Rossbrücke, Steckenpferdebrücke) – most stalowy, nitowany o konstrukcji łukowej w Kłodzku, w województwie dolnośląskim.
Zbudowany w latach 1882–1883 przy okazji rozbudowy miasta w kierunku południowym i wschodnim. Wzniesiono go na miejscu poprzedniego mostu, który był często niszczony przez nawiedzające  Kłodzko powodzie. Początkowo nosił nazwę Koński Most (Rossbrücke) – od placu, przy którym się znajdował (Rossmarkt). Stanowił ważną trasę komunikacyjną łącząc lewobrzeżną i prawobrzeżną część miasta. Do 1983 r. przebiegała tędy droga krajowa nr 8.
Po wybudowaniu nowego mostu na Nysie Kłodzkiej w ciągu ul. Tadeusza Kościuszki oraz nowej trasy komunikacyjnej przez centrum miasta jego znaczenie zmalało. Na początku lat 90. XX w. zamknięto go dla ruchu samochodowego poza samochodami dostawczymi do pobliskiego sklepu ogólnospożywczego Minor. Po powodzi tysiąclecia w 1997 r. dokonano jego modernizacji, wymieniając m.in. nawierzchnię i udostępniono go ponownie dla ruchu kołowego.

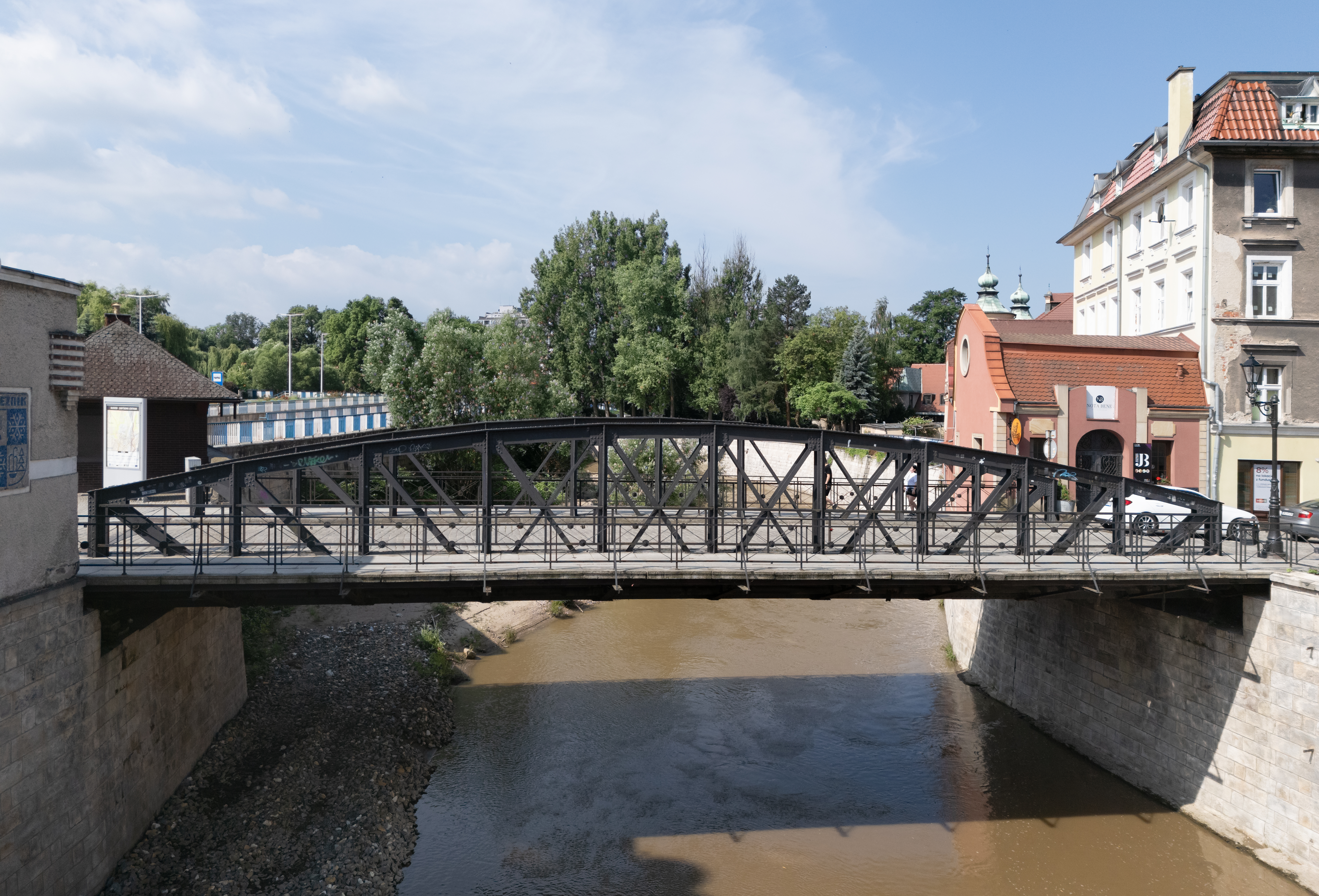
Widok mostu od północnego wschodu

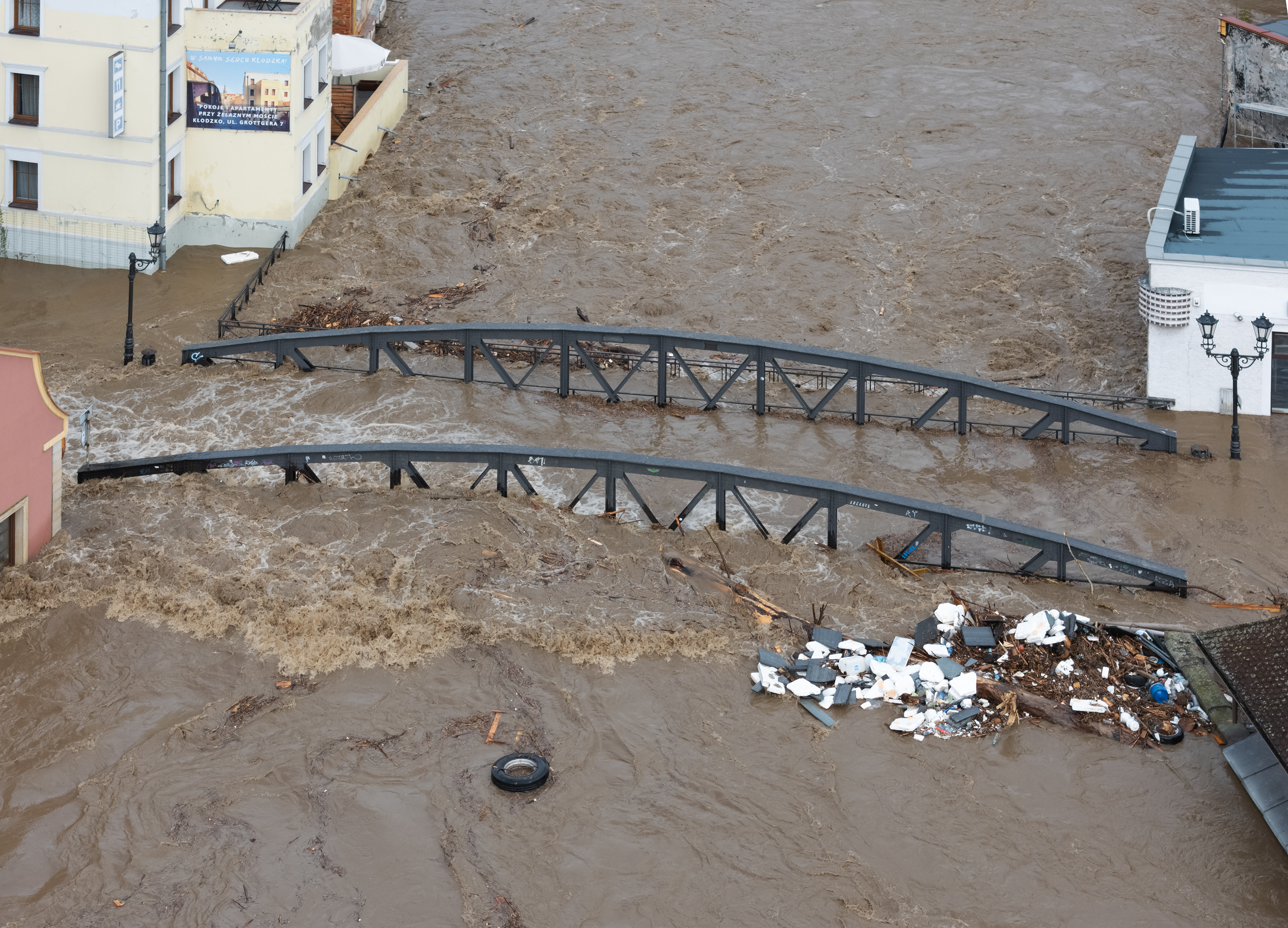
Most zalany 15 września podczas Powodzi 2024